# 阿尔佩德雷特
阿尔佩德雷特，是西班牙马德里自治区的一个市镇。总面积13平方公里，总人口13996人（2013年），人口密度1107人/平方公里。